# Yaniv Perets
Yaniv Perets, född 4 mars 2000, är en kanadensisk professionell ishockeymålvakt som är kontrakterad till Carolina Hurricanes i National Hockey League (NHL) och spelar för Norfolk Admirals i ECHL.
Han har tidigare spelat för Quinnipiac Bobcats i National Collegiate Athletic Association (NCAA).
Perets blev aldrig NHL-draftad.